# Пику Руйву
Пику Руйву (на португалски: Pico Ruivo) е най-високият връх на остров Мадейра, Португалия. Със своите 1862 метра надморска височина той е популярна дестинация за туристи и любители на планинарството. До върха може да се стигне по няколко пътеки, като една от най-популярните е от Ачада до Тейшейра. Пътеката е добре поддържана и маркирана, което я прави достъпна за хора с различни нива на физическа подготовка. Гледките от Пику Руйву са великолепни, с панорамни гледки към целия остров и Атлантическия океан.

## Туризъм и достъп
Пику Руйву е известен със своите впечатляващи изгреви и залези, които привличат множество туристи. Най-популярните маршрути към върха включват:
1. Ачада до Тейшейра (Achada do Teixeira): Това е най-краткият и лесен маршрут, който започва от паркинга при Ачада до Тейшейра и продължава около 3 километра до върха. Пътеката е добре маркирана и поддържана, като осигурява красиви гледки по пътя.
2. Пику Ариеро до Пику Руйву (Pico do Arieiro to Pico Ruivo): Това е по-дълъг и по-предизвикателен маршрут, който започва от втория най-висок връх на острова – Пику Ариеро (1818 метра). Пътеката преминава през няколко тунела и стръмни участъци, но наградата е невероятна природа и панорамни гледки.

Времето на върха може да бъде много променливо, затова е препоръчително носенето на подходяща екипировка, включително топли дрехи и дъждобрани. Въпреки че маршрутът от Ачада до Тейшейра е по-лесен, пътеката от Пику Ариеро изисква добра физическа подготовка и издръжливост.